# Bedellia struthionella
Bedellia struthionella is een vlinder uit de familie van de venstermineermotten (Bedelliidae). De wetenschappelijke naam van de soort is voor het eerst geldig gepubliceerd in 1907 door Walsingham.